# Snoopy's Silly Sports Spectacular
Snoopy's Silly Sports Spectacular is een videospel uit 1988, met in de hoofdrol de stripfiguur Snoopy uit de stripserie Peanuts. Het spel is ontwikkeld door Kotobuki System Co., Ltd en uitgebracht door Kemco voor de Nintendo Entertainment System.

## Creatie
Het spel is in feite een aangepaste versie van een Japans spel met in de hoofdrol Donald Duck en andere Disneypersonages. Omdat Capcom de rechten op de Disneypersonages bezat voor computerspellen, besloot Kemco om het spel voor de Amerikaanse markt aan te passen met de Peanuts-personages in de hoofdrol. De evenementen in het spel zijn onveranderd gebleven.

## Gameplay
Het spel bestaat uit zes minigames, waarin de speler het als Snoopy opneemt tegen andere personages uit Peanuts in een reeks sporten.
1. Sack Race: hierin neemt Snoopy het op tegen Spike in een race zaklopen.
2. Boot Throwing: een spel gelijk aan kogelslingeren, maar dan met een oude laars in plaats van een kogel.
3. Pogo: hierin moet de speler met een springstok over obstakels springen.
4. Overboard: de speler en een computergestuurde tegenstander vechten het uit in een boot, waabij ze elkaar overboord proberen te gooien.
5. Pile of Pizza: de speler moet met een stapel pizza’s naar de finish rennen zonder de stapel te laten vallen.
6. River Jump: de speler moet de overkant van een rivier halen middels polsstokhoogspringen.